# Linux From Scratch
Linux From Scratch o LFS és una col·lecció de documents que indica els passos per a compilar una distribució GNU/Linux des de zero. El projecte es diferencia d'altres distribucions en què no consta de paquets i scripts preempaquetats per una instal·lació automàtica del sistema, sinó que els seus usuaris són proveïts simplement amb paquets, codi font i un manual d'instruccions per a montar el sistema GNU/Linux propi.
Degut a l'immens treball que demana la instal·lació d'aquest sistema en comparació a altres distribucions, els usuaris que decideixen fer ús del LFS són principalment afeccionats que volen aprendre sobre el funcionament intern d'un sistema GNU/Linux i empaquetar el sistema al seu gust. Linux From Scratch també s'utilitza com a base de diverses distribucions, normalment allunyades de l'esperit original de "metadistribució".

## Software requerir pwr LFS
Aquest software és requerit per LFS versió 7.2:
- Autoconf 2.69
- Automake 1.12.3
- Bash 4.2
- Binutils 2.22
- Bison 2.6.2
- Bzip2 1.0.6
- Coreutils 8.19
- DejaGNU 1.5
- Diffutils 3.2
- E2fsprogs 1.42.5
- Expect 5.45
- File 5.1
- Findutils 4.4.2
- Flex 2.5.37
- Gawk 4.0.1
- GCC 4.7.1
- GDBM 1.10
- Gettext 0.18.1.1
- Glibc 2.16.0
- GMP 5.0.5
- Grep 2.14
- Groff 1.21
- GRUB 2.00
- Gzip 1.5
- Iana-Etc 2.30
- Inetutils 1.9.1
- IPRoute2 3.5.1
- Kbd 1.15.3
- Less 444
- LFS-Bootscripts 20120901
- Libpipeline 1.2.1
- Libtool 2.4.2
- Linux 3.5.2
- GNU m4 1.4.16
- Make 3.82
- Man-DB 2.6.2
- Man-pages 3.42
- MPC 1.0
- MPFR 3.1.1
- Ncurses 5.9
- Patch 2.6.1
- Perl 5.16.1
- Pkg-config 0.27
- Procps 3.2.8
- Psmisc 22.19
- Readline 6.2
- Sed 4.2.1
- Shadow 4.1.5.1
- Systemd 188
- Sysklogd 1.5
- Sysvinit 2.88dsf
- Tar 1.26
- Tcl 8.5.12
- Time Zone Data 2012e
- Texinfo 4.13a
- Udev-lfs Tarball 188
- Util-linux-ng 2.21.2
- Vim 7.3
- XZ Utils 5.0.4
- Zlib 1.2.7

Aquest software és inclòs en CLFS versió 1.1.0. Suporten diverses arquitectures 
- Autoconf 2.61
- Automake 1.10.1
- Bash 3.2
- Bash Documentation 3.2
- Bin86 (x86_64 non-multilib only)
- Binutils 2.18
- Bison 2.3
- Bzip2 1.0.4
- CLFS-Bootscripts 1.0pre10
- Coreutils 6.9
- DejaGNU 1.4.4
- Diffutils 2.8.7
- E2fsprogs 1.40.4
- Elftoaout 2.3 (Sparc and Sparc64 only)
- Expect 5.43.0
- File 4.23
- Findutils 4.2.32
- Flex 2.5.35
- Gawk 3.1.6
- GCC 4.2.4
- Gettext 0.17
- Glibc 2.7
- Grep 2.5.3
- Groff 1.19.2
- GRUB 0.97
- Gzip 1.3.12
- Hfsutils 3.2.6 (PowerPC and PowerPC64 only)
- Iana-Etc 2.20
- Inetutils 1.5
- IPRoute2 2.6.23
- Kbd 1.13
- Less 418
- LILO 22.8 (x86_64 non-multilib only)
- Libtool 1.5.26
- Linux 2.6.24.7
- GNU m4 1.4.10
- Make 3.81
- Man 1.6e
- Man-pages 3.01
- Mktemp 1.5
- Module-Init-Tools 3.4
- Ncurses 5.6
- Parted 1.8.8 (PowerPC and PowerPC64 only)
- Patch 2.5.9
- Perl 5.8.8
- PowerPC Utils 1.1.3 (PowerPC and PowerPC64 only)
- Procps 3.2.7
- Psmisc 22.6
- Readline 5.2
- Sed 4.1.5
- Shadow 4.1.2
- Silo 1.4.13 (Sparc and Sparc64 only)
- Sysklogd 1.5
- Sysvinit 2.86
- tar 1.20
- Tcl 8.4.16
- Texinfo 4.11
- Tree 1.5.1.1
- Udev 124
- Util-linux-ng 2.14
- Vim 7.1
- Vim 7.1 language files (optional)
- Yaboot 1.3.13 (PowerPC and PowerPC64 only)
- Zlib 1.2.3